# Cornèr Arena
Die Cornèr Arena (zuvor Resega) ist eine Eissporthalle in der Gemeinde Porza im Bezirk Lugano, Schweizer Kanton Tessin. Sie ist die Heimspielstätte des siebenfachen Schweizer Meisters HC Lugano sowie des unterklassigen HC Porza und befindet sich im Besitz der Stadt Lugano.
Die Halle wurde 1995, nach dreijähriger Bauzeit, eröffnet. Die Cornèr Arena mit einer Grundfläche von 3600 Quadratmetern umfasst insgesamt 8000 Plätze, davon 5500 Sitzplätze. Zu Konzerten bietet sie 6370 Plätze. Dazu beherbergt sie ein Restaurant und einen Konferenzraum. Die Cornèr Arena gilt als eine der stimmungsvollsten Arenen im Schweizer Eishockey. Neben den Eishockeypartien finden auch gelegentlich Konzerte in der Arena statt.
Neben der Haupteisfläche gibt es eine 1993 fertiggestellte Trainingseishalle, die sogenannte Pista Reseghina, die 200 Zuschauern Platz bietet.
Seit dem 1. Mai 2018 ist die Cornèr Bank AG Arena-Partner des HC Lugano und Sponsoring-Partner der Eishalle. Die Vereinbarung wurde am 26. Januar des Jahres unterzeichnet. Aus der Resega wurde die Cornèr Arena.